# Universidad de Duisburgo Essen
La Universidad de Duisburgo Essen (en alemán, Universität Duisburg-Essen) (abreviado: UDE, anteriormente o en el dominio de Internet también Uni DuE) se instauró mediante la fusión de Gerhard-Mercator-Universität Duisburgo y Universität-Gesamthochschule Essen. La fecha de fundación fue el primero de enero de 2003, por lo tanto es la universidad más joven de Alemania. Con aproximadamente 43,000 estudiantes de 130 naciones, es una de las diez universidades más grandes de Alemania según los números de estudiantes. Cuenta con una amplia gama de asignaturas de orientación internacional. Es un centro de nanociencia e investigación biomédica. Ofrece más de cien programas de grado y de posgrado.  
La Universidad de Duisburgo Essen se va mejorando de manera continua en el Times Higher Education Ranking. Según él, es una de las 200 mejores universidades del mundo. En el Times Higher Education Young University Ranking ocupa el decimonoveno puesto.